# Opuntia strigil
Opuntia strigil är en kaktusväxtart som beskrevs av Georg George Engelmann. Opuntia strigil ingår i släktet fikonkaktusar, och familjen kaktusväxter. Inga underarter finns listade i Catalogue of Life.